# Sporisorium australasiaticum
Sporisorium australasiaticum är en svampart som beskrevs av Vánky & R.G. Shivas 2001. Sporisorium australasiaticum ingår i släktet Sporisorium och familjen Ustilaginaceae.   Inga underarter finns listade i Catalogue of Life.